# 何金銘 (武術家)
何金銘（葡萄牙語：Ho Kam Ming，1925年12月12日—2020年4月9日），澳門詠春拳武術家。

## 生平
何金銘出生於澳門，他於30歲的時候在香港投拜於葉問門下學習詠春拳，是葉問親傳的弟子之一，曾接受葉問親傳三年零一個月。他被葉正認為是葉問出色的弟子之一，受到葉問的細心教導，並繼承了葉問進一步發展詠春拳的志向。後來，何金銘擔任過香港詠春體育會的副主席。
1960年，何金銘回到澳門設館授徒，成為將詠春拳傳入澳門的第一人，今日澳門詠春拳的門人多出自其門下。此後他長期往返港澳兩地傳授詠春拳，僑澳詠春體育學院（現澳門何金銘詠春體育學院）、何金銘詠春國術總會等詠春拳組織都是由他創立。1990年，他前往加拿大傳藝，後全家移民加拿大，成立加拿大何金銘詠春拳會。致力於向西方世界傳授詠春拳。2011年12月2日，他在珠海開設武館，成立珠海何金銘詠春拳會，傳授詠春拳。晚年的他往返於加拿大、澳門、珠海等地，致力於培養詠春拳門人。他較為知名的徒弟有兒子何英才、Augustine Fong、Randy Williams、雷明輝等人。
2020年4月9日，他因感染嚴重特殊傳染性肺炎，在加拿大多倫多一家療養院去世，享年94歲。

## 外部連結
- [https://www.facebook.com/%E4%B8%96%E7%95%8C%E4%BD%95%E9%87%91%E9%8A%98%E8%A9%A0%E6%98%A5%E7%B8%BD%E6%9C%83-World-Ho-Kam-Ming-Wing-Chun-General-Association-1515894278711920 （页面存档备份，存于）